# WWE SmackDown! vs. Raw
WWE SmackDown! vs Raw (Exciting Pro Wrestling 6 в Японии) — компьютерная игра 2004 года для PlayStation 2 в жанре симулятора рестлинга, разработанная Yuke’s, и изданная THQ. Игра оснонована на рестлинг-промоушне World Wrestling Entertainment (WWE).
Игра входит в серию WWE SmackDown! (позже WWE SmackDown! vs. Raw, WWE и WWE2K), являясь шестой её частью. Это продолжение WWE SmackDown! Here Comes the Pain, выпущенной в октябре 2002 года. В 2005 году появилось продолжение — WWE SmackDown! vs Raw 2006.

## Геймплей
Игра во многом похожа на своего предшественника, но были добавлены новые ключевые особенности. Наиболее пользовались одобрением улучшенная графика игры, добавление голоса за кадром в режиме поединка (в предыдущих играх персонажи почти не говорили) и увеличение полигонов для поединков.
Было несколько новых функций, связанных с самим геймплеем, например мини-игры перед матчами и во время матчей.
В игре присутствует несколько арен, используемых WWE в 2003—2005 годах и Pay-Per-View события 2003—2004 годов.
Возникла система плохого/хорошего или нейтрального рестлера: Игрок может выбрать, каким будет его рестлер — хорошим, плохим или нейтральным; во время матчей (в связи с этим нововведением) у игрока будет шанс заполнить шкалу фейса/хила и применить особенный прием.

## Особенности
WWE SmackDown vs. Raw это первая игра, в ростере которой не было Стива Остина. Вместо него появились рестлеры Рене Дюпре и Марк Джиндрак. В игре остались рестлеры-легенды из прошлых игр, но добавились Брутус «The Barber» Бифкейк и Андре Гигант. Мэйнкайнд вернулся в игру как рестлер-легенда наравне с Роком.
В игре есть Season Mode, режим свободной карьеры, где рестлеры выступают на двух различных брендах WWE —- Raw и SmackDown!. В режиме можно бороться за шанс привлечь одну из Див стать твоим менеджером (Молли Холли, Соболь, Стейси Кейблер, Торри Вилсон, Триш Стратус и Виктория). На протяжении сезона за удачно сыгранные матчи игрок получает деньги, которые может потратить на покупку одежды, аксессуаров, скрытого контента или легенд. Рестлеры в этом режиме также могут бороться за титулы брендов: Титулы WWE чемпиона в тяжелом весе и WWE интерконтинентального чемпиона на бренде Raw, титулы WWE чемпиона и WWE чемпиона Соединенных Штатов Америки на бренде SmackDown!.
В игре остался режим WWE PPV (платных Pay-Per-View шоу), но он был переработан. Игрок может принять участие в любом PPV шоу 2004—2005 годов, управляя рестлером, легендой или созданным рестлером. Также можно создавать свои PPV со своим набором рестлеров и матчей (игрок может создать свои типы матчей). Можно создать свой чемпионский титул в режиме Create-a-Championships и ввести его в созданное PPV шоу.
Режим Create-a-Superstar был улучшен по сравнению с прошлыми частями.
Новая система выбора сложности дала игрокам возможность выбирать подходящий для себя уровень сложности.
Кроме того, появилась плеяда заданий, выполняя которые можно разблокировать альтернативные костюмы рестлерам и новые арены.
На PlayStation 2 также присутствовал сетевой режим — новшество для линейки игр WWE. Выбирать приходилось между двумя видами матчей — Один на один (для рестлеров) и Bra and Panties (для Див).

## Режимы игры
- Season Mode — режим свободной карьеры, где игрок может играть за рестлера, легенду или созданного рестлера на одном из брендов WWE (Raw или SmackDown!) и выступать на PPV шоу, зарабатывая этим деньги, которые можно потратить на покупку новых деталей костюма, скрытого контента (фотографий, видео) и рестлеров-легенд.
- Create-a-PPV — режим создания и настройки платных (PPV) шоу.
- Create-a-Championships — режим создания чемпионских титулов для последующего использования на брендах или PPV.
- Create-a-Superstar — режим создания собственного рестлера: настройка его внешности, костюма, выхода на сцену, приемов и выбор бренда, на котором он будет выступать.
- Online Mode — режим игры через интернет. Доступно два вида боя — матчи Один на один для рестлеров и Bra and Panties для Див.

## Оценки и награды
| Сводный рейтинг    | Сводный рейтинг |
| Агрегатор          | Оценка          |
| ------------------ | --------------- |
| GameRankings       | 81,11 %         |
| Metacritic         | 80/100          |
| Иноязычные издания |                 |
| Издание            | Оценка          |
| EGM                | 7,67/10         |
| Eurogamer          | 7/10            |
| Game Informer      | 8,5/10          |
| GameSpot           | 8,1/10          |
| GameSpy            | [ 9 ]           |
| GameZone           | 8,7/10          |
| IGN                | 8,4/10          |
| OPM                | [ 12 ]          |
| VideoGamer         | 7/10            |
| X-Play             | [ 14 ]          |
| Detroit Free Press | [ 15 ]          |

| Дистрибьютор:                | Категория:                  | Результат:   |
| ---------------------------- | --------------------------- | ------------ |
| 2004 Spike Video Game Awards | Лучшие игры в жанре файтинг | Номинирована |

## Pay-Per-View события
| - Royal Rumble 2004 - No Way Out 2004 - WrestleMania XX - Backlash 2004 | - Judgment Day 2004 - Bad Blood 2004 - Vengeance 2003 - SummerSlam 2003 | - Unforgiven 2003 - No Mercy 2003 - Survivor Series 2003 - Armageddon 2003 |